# Історія Пиріжної

## Історичні факти про заснування села Пиріжна
Існують різні версії часу заснування села — 1853 рік, деякі історики вважають 1767 рік — рік побудови церкви у Пиріжні. Жодна з цих версій не підтверджена документами чи історичними фактами. Поселення Пирожна (таку назву мало село до ХХ ст.) за часів татарської навали знаходилося в прикордонній зоні з «дикими полями», заселеними татарами і ординцями. Ці сусіди постійно спустошували цей край і знищували поселенців, тому точна дата заснування села не збереглася. На археологічній карті дослідника Подільської губернії С. Сицинського позначено село Пирожна, навколо якого знайдені предмети побуту та сліди гончарного промислу періоду Черняхівської культури (II—V в. н. е.).
Перше свідчення про існування селища Пирожна вдалося знайти у Працях Комітету для історико-статистичного опису Подільської єпархії, виданих у Кам'янець-Подільському в 1901 році, де вказано: "…Можно думать, что еще во времена татарских набегов уже был поселок Пирожна, обитателями которого являлись беглецы из м. Рашкова после его разорения татарами, почему до сих пор некоторые хутора возле Пирожной носят название «Рашковских.…»(6).
Аналіз історичних подій XVI—XVIII століть, способів заселення «пустельних земель», що граничать із «дикими степами», матеріалів, виданих до 100-річчя Подільської єпархії та Праць Подільського Статистичного Комітету надали можливість підтвердити свідчення Подільської єпархії про існування селища Пирожна в часи татарської навали, що підтверджується наступними історичними фактами:
1. Після об'єднання Литви і Польщі у 1565 році, частина Подільського краю перейшла під вплив Польщі. Почалося активне заселення нових прикордонних «пустельних земель» на річках Савранка, Кодима, Ягорлик, яке здійснювали польські магнати та козаки і селяни — втікачі від своїх господарів.
Наприкінці XVI ст. вже існували  такі поселення, як Рашків, Калавур, Кушинці, Чечелівка. В цей же час на Кодимщині польським магнатом Замойським були засновані Шаргород, Ямпіль (1). 
У 1634 році на землі гетьмана Конецьпольського французький інженер Боплан збудував замок Конецьполь на правому березі річки Савранка, про що писав: «…Виток Саврани или Новый Конецполь есть последнее поселение, которое имеют поляки со стороны Очакова» (1). Це означає, що інших поселень на Кодимщині, окрім вищевказаних, у той час ще не було, в тому числі не було і поселення Пирожна.
У 1640 році за наказом гетьмана Конецпольського Боплан зняв першу карту України. На цій карті поселення Пирожна не зазначено.
Напередодні війни 1648 року в дослідницьких роботах одеських істориків про заселення земель Кодимщини вказані такі поселення, як Криве, Берізки, Піски, а на р. Савранка вказані лише два села — Саражинка і Шершенці (1). Із вищевказаного робимо висновок — до 1648 року поселення Пирожна ще не було засноване.
2. У XVI — XVII століттях відбувалися козацькі війни за звільнення українських земель від польської шляхти й захисту землі від татарської навали. Тікаючи від татарської кінноти чи польського війська, козаки, селяни оселялися на річках Савранка, Південний Буг і Кодима. Утворені козаками на нових місцях купні малодвірні поселення — Слободи та Хутора з прибуттям нових поселенців і народженням нового покоління, розросталися і перетворювалися в інший тип поселення — у самостійну адміністративну, економічну, юридичну одиницю — село. Подальше розростання села призводило до наступного утворення — містечка. За свідченнями українських етнографів період переходу від одного виду поселення в інший складає не менше 60 — 70 років.
В жодному джерелі про заснування поселень на Кодимщині польськими магнатами не вказано поселення Пирожна — це означає, що це поселення було засноване не господарями землі, а козаками. У сучасному селі Пиріжна до сьогодення давня частина забудови села називається — СЛОБОДА. До сьогодення у селі Пиріжна існує легенда — переказ, що в прадавні часи біля джерела (сьогодні це Демкові кринички) зупинилися козаки на відпочинок. Місцевість козакам сподобалася — навколишні ліси, поля, чиста джерельна вода в повній мірі забезпечували життєдіяльність людини. Частина козаків залишилася і заснувала Слободу, яку назвали на честь козака з прізвищем Пиріжок.
3. У 1655—1657 роках землі Кодимщини, в тому числі містечко Рашків були розорені та спустошені татарами. Цілком ймовірно, що саме про це розорення вказано у працях Подільської єпархії, виданих у Кам'янець-Подільському в 1901 році: «…во времена татарских набегов уже был поселок Пирожна, обитателями которого являлись беглецы из м. Рашкова после его разорения татарами…» (6). Ця інформація свідчить, що Слобода Пирожна на той час вже була поселком, тобто вже пройшов певний шлях розвитку від Слободи до поселка, що означає — поселення Слобода з назвою Пирожна було засноване у період з 1648 по 1655 роки — середина XVII ст.
4. Підтвердженням часу заснування поселення «Пирожна» у XVII ст. є запис у Працях Комітету для історико-статистичного опису Подільської єпархії про те, що у 1719 році  князь Олександр Любомирський викупив у пана Конецьпольського "многозаселенное село Пирожну, тобто село «Пирожна» на час викупу вже було «многозаселенное село». Ця інформація дає можливість вирахувати приблизну дату заснування поселення «Пирожна». Від 1719 року, в якому «Пирожна» була викуплена князем О. Любомирським, як «многозаселенное село» вираховуємо 70 років — час на перетворення Слободи у новий тип поселення — село і одержуємо 1649 рік — приблизна дата заснування поселення «Пирожна" — середина XVII століття.
5. Існує офіційна версія сучасних істориків про те, що дати будівництва храмів на Кодимщині в середині XVIII ст. вказують на те, що населені пункти: Смолянка, Грабове, Лабушне, Французьке, Івашків, Будеї, Писарівка, Загнітків, Пиріжна, Баштанків, Серби, Круті на той час вже існували (1), тобто вони вже пройшли певний шлях розвитку від Слободи або хутора і стали багатодвірними селами. Якщо від середини XVIII ст. вирахувати час на перетворення Слободи у адміністративно нову одиницю — село, то це також підтверджує, що поселення Пирожна засноване у XVII столітті.
6. Деякі історики вважають, що споруджена Пиріжнянська церква в 1767 році є датою заснування села. Ця версія не відповідає дійсності, оскільки перша церква в поселенні «Пирожна» була споруджена значно раніше. Це підтверджує запис у Праці Подільського історико-статистичного Комітету, 1901 р. вип. 9 на стор. 70, де вказано: «Церковь в селе Курачьи Лозы была освячена в 1762 году… Иоанном Заионческим, прих. священником села Пирожны» — отже, цей запис свідчить, що у селі «Пирожна» був приход у 1762 році — значить була і церква, на той час греко-католицька церква зі своїм священиком Іоанном Заионческим. Ймовірно, це була перша церква, споруджена при заснуванні Слободи Пирожна на повороті до Черномина, де з давніх часів стояв великий кам'яний хрест. Такі хрести ставили православні християни при будівництві храмів.
7. Сучасна Пиріжна належить до найдавніших соціально-економічних типів сільських поселень, які склалися на період XVI—XVII віків в Україні, про що свідчить тип забудови — безсистемно скупчене поселення — вулична форма забудови вздовж річки і центральної дороги. Орієнтація дворів завжди була чільною стороною направлена у одному напрямку — уздовж берега річки або дороги.
В усіх наведених історичних фактах збігається час — середина XVII століття. На підставі історичних фактів робимо висновок, що поселення СЛОБОДА з назвою «Пирожна» було засноване козаками у 1649 році на землі, якою володів в той час польський магнат Конецпольський.
У 1655—1657 роках після розгрому Рашкова татарами Слобода Пирожна вже була поселенням «обитателями которого являлись беглецы из м. Рашкова после его разорения татарами»(6).
Родюча Подільська земля протягом кількох століть спустошувалася татарами, ординцями, постійно виборювалася новими прибульцями, які бажали насолодитися її благами. Господарі землі жорстоко експлуатували населення, одержуючи великі прибутки із захоплених земель. Напередодні визвольної війни 1648 року гетьману Конецпольському належали 740 міст і 170 поселень (1).
А Роллс в нарисі "Побужжя в XVII і XVIII ст. повідомляв, що «… Ян Конецпольський ни разу не побывал в своих пограничных владениях, которые в мирное время приносили до 650000 злотых годичной прибыли»(1).
У 1793 році за Договором про розподіл між Росією і Польщею Подільський край був приєднаний до Росії, була утворена Вознесенська губернія, куди входили 12 повітів, у тому числі Єленський і Ольгопільський. Після скасування Вознесенської губернії у 1796 році Єленський повіт відійшов до Подільської губернії. Місто Єленськ було перейменовано у Балту. Адміністративно населені пункти Кодимщини були розподілені між Ольгопільським та Балтським повітами Подільської губернії. Такий розподіл зберігався до початку XX століття. З межового плану Ольгопільського повіту кінця XVIII століття, знайденого київським дослідником А. В. Пивоваровим, видно, що населені пункти Грабово, Загнітків, Івашків, Кодима, Пирожна, Писарівка, Серби, Смолянка і Шершенці відносилися до Ольгопільського повіту (1).
До кінця XVIII століття князі Любомирські запустили свої землі і за борги почали їх продавати. Кілька сіл у Любомирського викупив поміщик Микола Миколайович Черномський і утворив свій маєток, куди входили села Пирожна і Розбійне (Черномин) (1). У селах діяла феодально-кріпосна система, селяни перебували у повній кріпосній залежності від господаря землі, який міг розпорядитися своєю власністю на свій розсуд. Він міг продати, подарувати або програти село разом з селянами чи окремих членів родини.
У 2-й половині XIX століття відбулася історична подія — скасування кріпацтва — селяни отримали волю і землю. 19 лютого 1861 року цар Олександр II видав Маніфест «О Всемилостивейшем даровании крепостным людям прав состояния свободных сельских обывателей». За царським Указом поміщики наділяли землю від 2-х до 4-х десятин селянам у приватну власність за викуп. Усі кращі землі поміщики залишали собі, а селянам виділяли гірші землі та позбавляли їх пасовищ, лісів, водойм. Багато селян взагалі не отримали наділи землі і змушені були йти в наймані працівники до того ж поміщика. Село Пирожна мала на той час 2000 га. землі, з якої 300 га. належало поміщику М. Черномському, 500 га заможним селянам, 200 га. — середнякам, 200 га. — біднякам, 50 га. — церкві. Основна маса селян не мала коштів на викуп земельних наділів, вони оформляли «статутні грамоти» на довгострокову повинність і боргові зобов'язання з державою. Ця повинність і боргові зобов'язання важким тягарем лягали на селян і мало чим відрізнялися від кріпацтва.